# OTO Melara

OTO Melara S.p.A., a partir de 2016 fusionada en la sociedad Leonardo, era una compañía italiana fabricante de armamento y sistemas de artillería con sede en Brescia y La Spezia. El nacimiento de la empresa, debido a la necesidad de Italia para reducir su dependencia del exterior en la industria del acero, llevó a la fundación de la empresa en 1905 a través de una empresa conjunta entre la compañía Vickers y la Acererías de Terni.
Las armas más conocidas de la compañía Oto Melara desde la Segunda Guerra Mundial son el obús de montaña Modelo 56, que está en servicio en todo el mundo, y el cañón naval de 76 mm, que ha sido adoptado por 53 marinas de guerra y está instalado en más de 1000 buques de guerra.

## Historia

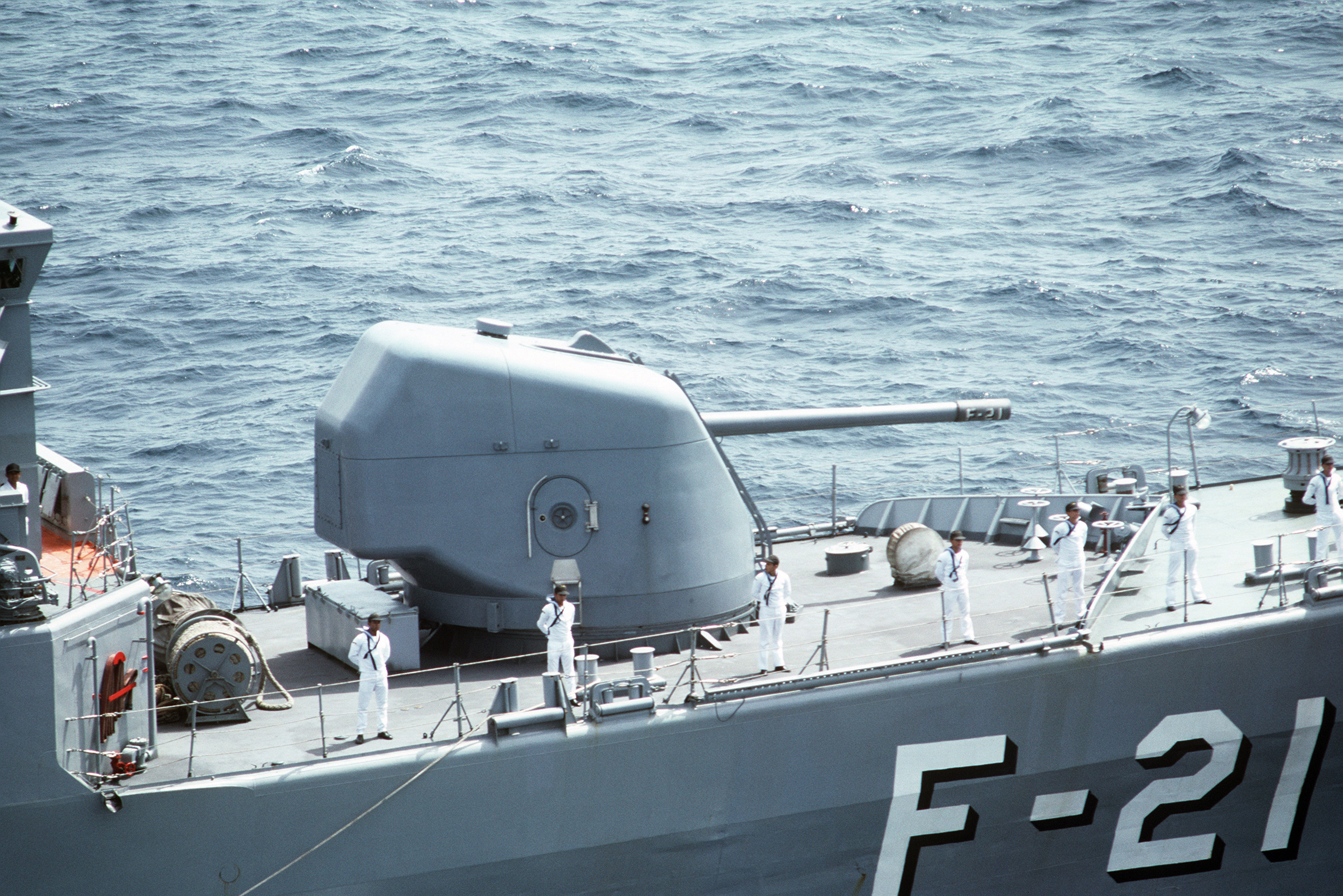
Otobreda 127/54

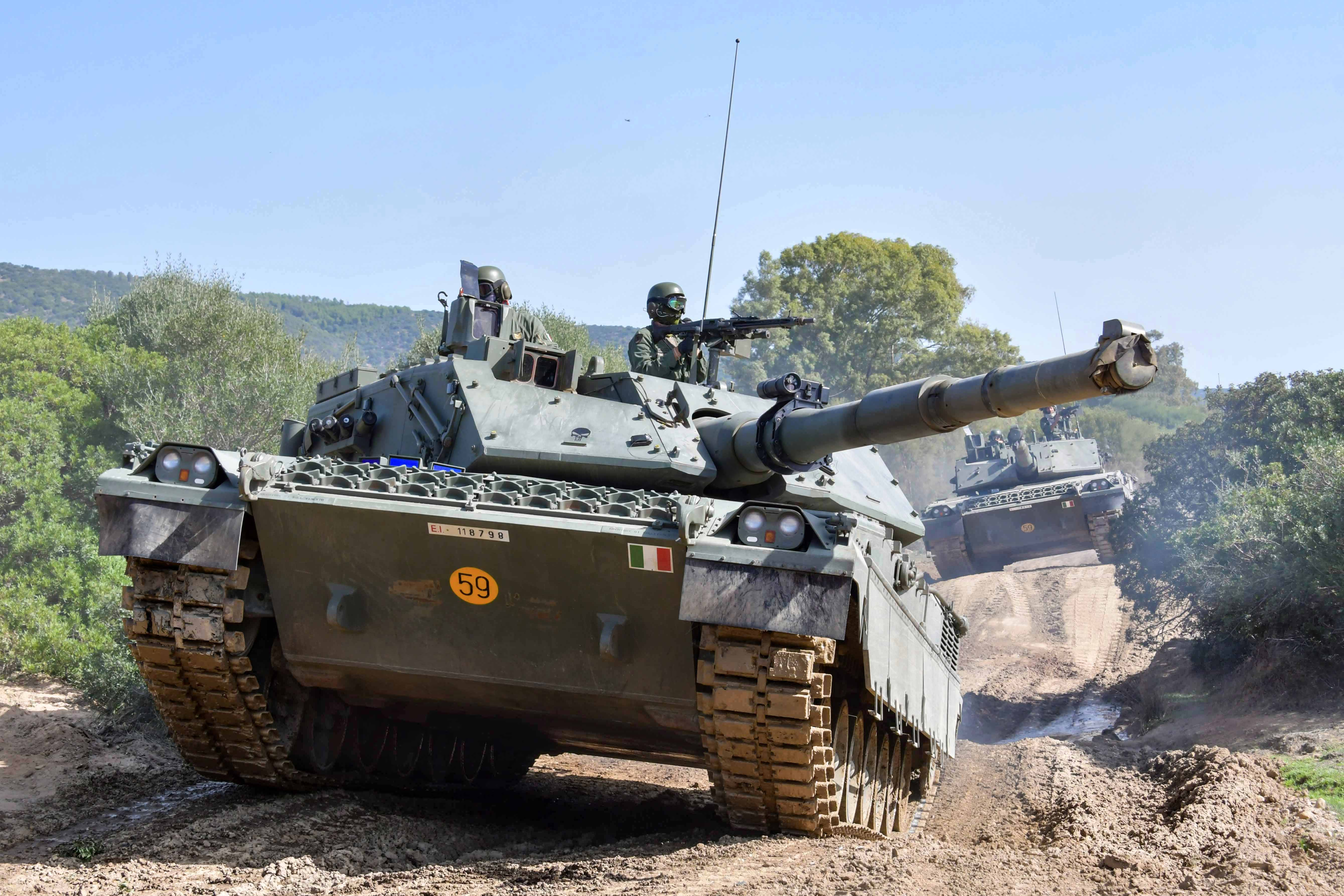
Ariete

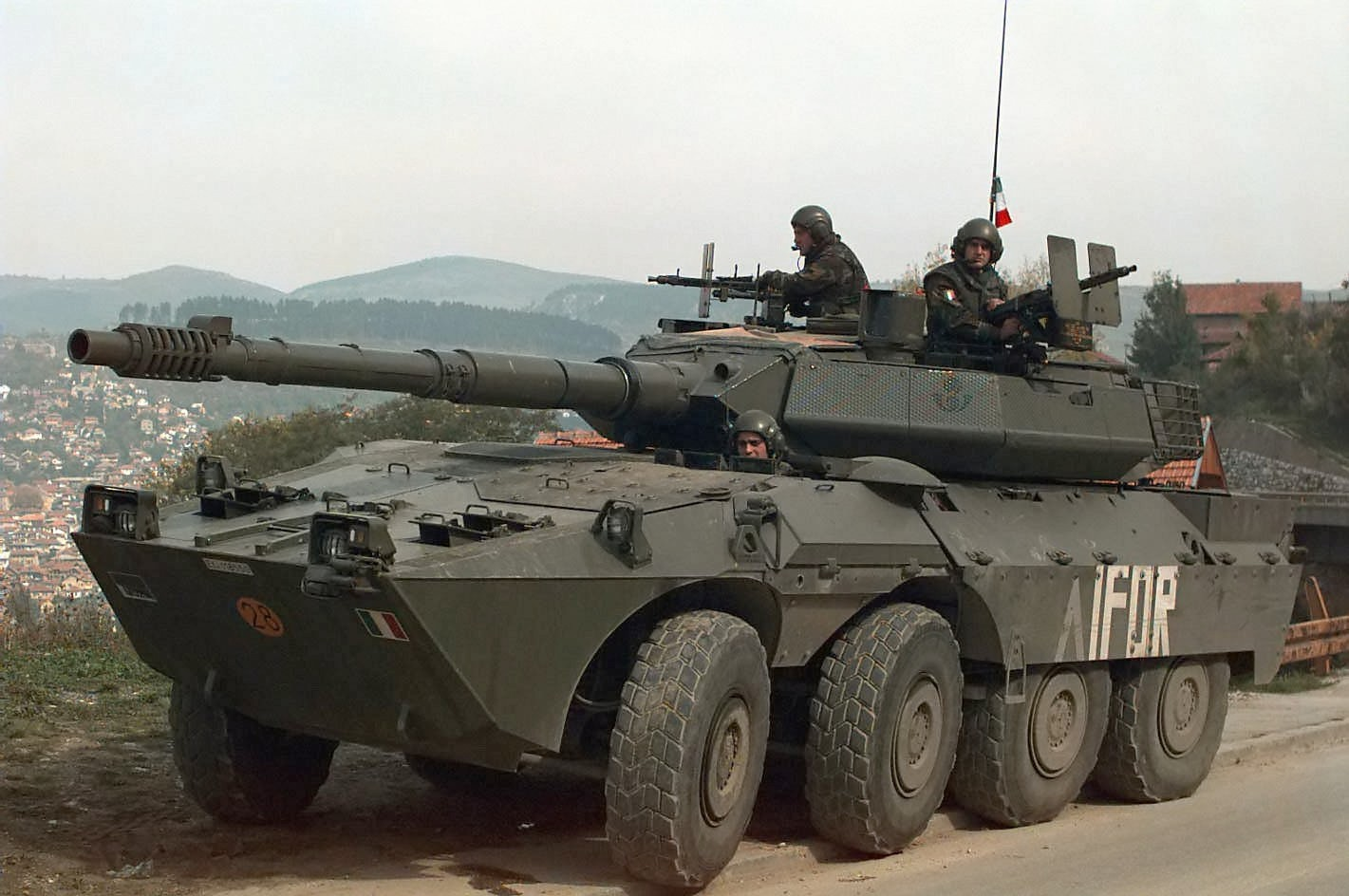
Blindado Centauro del 19º Regimiento "Cavalleggeri Guide", Bosnia-Herzegovina, 1996.

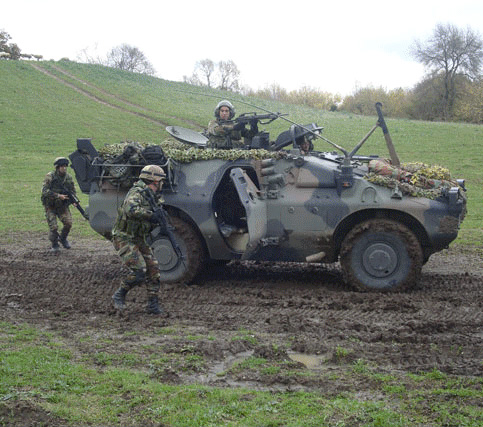
Puma

Las operaciones de integración de la industria siderúrgica con de la construcción naval en el sector del armamento se iniciaron en el año 1904, dando lugar a la creación de la Sociedad Italiana de Artillería y Armamentos Vickers Terni, resultado de una participación conjunta entre la compañía Vickers en Londres y las Acererías de Terni para el establecimiento de una fábrica de artillería naval en La Spezia.
En 1905 nació la nueva sociedad con la aportación de capital efectuada por Terni, Vickers, Astilleros Orlando, Astilleros Odero, y personalmente por Giuseppe Orlando y Attilio Odero. Hasta entonces, excluyendo a los Arsenales Regi, en Italia se le asignó la producción de artillería exclusivamente a la firma de Armstrong Pozzuoli.

## Productos

### Armas
El producto más exitoso de la compañía es el cañón naval de 76/62 mm vendido en diferentes versiones a 54 marinas del mundo. Otros productos de la empresa que vale la pena mencionar:
- Cañón naval Otobreda 127/64 LW.
- Cañones navales de menor calibre: 12,7 mm; 25 mm; 30 mm y 40 mm.
- Familia de torres navales LIONFISH 12,7[2][3]
- Breda Dardo.
- Torres: Hitfact 105/120 mm, Hitfist 15/30 mm, Hitrole 7,62/12,7 mm para vehículos blindados.
- Munición guiada: DART y Vulcano.
- Torreta de helicóptero TM 197B.
- Pintle Mount
- Kit de Guía Láser para bombas aéreas bajo licencia EE. UU..

La compañía también está activa en el campo de la robótica y ha desarrollado una serie de vehículos operados a control remoto que incluye el TRP2 FOB, que pronto será utilizado en Afganistán.

### Vehículos Militares
OTO Melara en conjunto con Iveco ha proyectado, desarrollado y producido:
- Ariete, carro de combate de segunda generación.
- Dardo, Transporte blindado de personal.
- PzH 2000, obús autopropulsado fabricado bajo licencia de Kraus Maffei Wegmann.
- Centauro, familia de vehículos blindados 8x8.
- Freccia, vehículo de Transporte blindado de personal.
- Puma (transporte blindado), vehículo ligero en versión 4x4 y 6x6.

## Filiales
El 31 de octubre de 2003, el Consejo de Ministros del Gobierno español autorizó a OTO Melara la constitución de una filial en España, en Cuart de Poblet (Valencia), situación que posteriormente sería modificada ubicando, en julio de 2008, su sede actual en la localidad de Loriguilla, donde concentrará sus actividades relacionadas con las Fuerzas Armadas Españolas.